# Roberto Vivo Chaneton
Roberto Vivo Chaneton (Montevideo, Uruguay, 4 de julio de 1953) es un empresario y escritor uruguayo, fundador de El Sitio, uno de los portales líderes en América Latina durante la primera ola de internet, hacia fines de 1999.

## Biografía

### Infancia y Educación
A la de edad de tres años, por motivos laborales de su padre, Roberto se mudó con su familia a Filadelfia, Estados Unidos, donde comenzó el jardín de infantes. Luego de unos años, regresaron a Montevideo, y continuó sus estudios en el Instituto Stella Maris de los Christian Brothers. A los once años, acompañando su educación, comenzó con clases de batería y pintura. Cuando terminó el colegio, hizo el preuniversitario y el primer año de Arquitectura en Montevideo, mientras continuaba su faceta artística.
Faceta que lo llevó a abandonar su carrera y dirigirse, en 1973, a Buenos Aires, Argentina, a estudiar cine. Y consciente de la importancia de tener una visión empresarial, también se anotó en Administración de Empresas. Alternaba, entonces, entre las aulas del Instituto Nacional de Cinematografía (INC) durante el día y las de la Universidad Argentina de la Empresa (UADE) por la noche. Con el tiempo, terminó abandonando el INC para inscribirse en un centro de cine de vanguardia. A finales de 1976, volvió a Montevideo con la licenciatura en Administración de Empresas.

### Cine
En 1978 produjo, junto a Diego Abal, El lugar del humo, dirigida por Eva Landek. El rodaje de esta película fue todo un acontecimiento en Uruguay donde no se había filmado desde hacía veintiún años. Fue toda una osadía con el presupuesto y algo de eso tuvo que ver para que no volviera a hacer cine. 

### Militancia Política
Desde 1971, tuvo una activa participación política en el Partido Colorado. Sus inicios estuvieron en la Lista 17 dirigida por el senador Manuel Flores Mora, quien marcó una generación de batllistas que más tarde formarían la Corriente Batllista Independiente. Corriente que apoyaría a Enrique Tarigo (exvicepresidente de la República) y que organizó los primeros actos a favor de la recuperación de la democracia promoviendo el voto negativo a la reforma constitucional que los militares quisieron imponer.
En 1983, Roberto Vivo organizó el Primer Encuentro Democrático Rioplatense, que reunió por primera vez en la historia a los cuatro grandes partidarios políticos del Río de la Plata (blancos y colorados de Uruguay; peronistas y radicales de Argentina) con la idea de presionar a los militares uruguayos, en un momento en que estaba trabado el diálogo entre éstos y los políticos. Objetivo que se consiguió plenamente.

### Creación de Impsat
En 1980, se trasladó a vivir a Buenos Aires desde donde actuaba como representante del Partido Colorado, en el que aún se mantiene activo. Ese tiempo en la Capital argentina, lo dedicó a diferentes ocupaciones administrativas y empresariales, hasta que en 1986 el contexto de Argentina complicó la situación de la empresa en la que trabajaba. Le aconsejaron ir a hacer un doctorado a Harvard e incluso planificó el viaje y fue admitido en la universidad; sin embargo, el viaje nunca se concretó, ya que se le presentó una veta empresarial que no pudo dejar pasar.
Así empezó la creación de Impsat, la primera compañía en utilizar tecnología satelital. Una empresa que inició bajo la premisa “se acabaron las fronteras, la nueva economía es global”. En agosto de 1990 inauguraron el primer telepuerto y desde allí, Impsat tuvo un crecimiento exponencial.

### El éxito de El Sitio
Este crecimiento de Impsat, le abrió paso para crear El Sitio junto a Roberto Cibrián Campoy. Ambas compañías le trajeron mucho éxito, incluso lo llevaron a ser el primer empresario del mundo en realizar dos IPO’s exitosos en el Nasdaq con menos de sesenta días de diferencia entre sí: el 10 de diciembre de 1999, con El Sitio, y el 31 de enero de 2000, con Impsat. De ahí, las telecomunicaciones se volvieron su especialidad.

### Presente empresarial en Claxson
Más adelante, se formó Claxson como resultado de la fusión de El Sitio Inc. e Iberoamérica Media Partners y ha estado listada en Nasdaq desde su inicio. Desde septiembre del 2001, Roberto se desempeña como Chairman y Chief Executive Officer de Claxson, donde tiene total responsabilidad por el desempeño y la implementación de la estrategia de crecimiento de esta compañía de medios, proveedora y distribuidora de contenidos de entretenimiento de alta calidad para públicos de habla hispana y portuguesa alrededor del mundo.

### Comienzos como escritor
En los últimos años, Roberto se volcó a una inquietud que necesitaba finalmente plasmar en papel. En el año 1968, en plena Guerra de Vietnam, entran por primera vez imágenes horrendas de una guerra real al hogar, donde los combatientes eran jóvenes apenas mayores que él. Este pensamiento lo marcó en forma directa, ya que de haberse quedado con su familia en Estados Unidos, podría haber terminado sus días en Vietnam. Este pensamiento lo llevó a plantearse distintas preguntas de orden social y político, y para responderlas se impuso la obligación de estudiar e investigar la historia de la humanidad y sus creencias más profundas. En este proceso recorrió, junto a un equipo de colaboradores, desde el origen del Universo hasta la aparición del primer sistema religioso organizado. Y cuando llegaron a ese punto, les resultó natural continuar estudiando la historia del hombre en paralelo con la de sus creencias religiosas.
Inesperadamente, de esta tarea resultó "Breve Historia de las Religiones del Mundo", publicado en forma electrónica en Amazon.com. Pero la investigación siguió proponiendo nuevos desafíos e inquietudes que, luego, desarrolló en "El crimen de la guerra”, publicado en 2013.

## Obras
- Breve historia de las religiones del mundo (Investigación histórica, 2012): Este libro procura repasar la historia de la humanidad —lógicamente, en una versión sintética y simplificada—, en clave religiosa.
- El crimen de la guerra (Investigación histórica, Derecho y Ciencias Sociales, 2013): Una vasta investigación que condensa la historia de la guerra y la evolución humana en su búsqueda de paz y armonía. Dedicada a la reflexión filosófica e histórica, procurando llegar al fondo de las agresividades humanas.[9]